# ナガテングハギモドキ
ナガテングハギモドキ （長天狗剥擬学名：Naso lopezi、英名：Slender unicornfish）は、テングハギ属に属する魚。

## 分布
フィリピンなどに分布する。日本では伊豆半島以南、琉球列島などに生息する。

## 生態
体長は55cm程度。テングハギモドキやゴマテングハギモドキに似ているが、体長が体高の3倍となるなど体長が他種より長いことや、背鰭棘数が5本であることなどで判別できる。70mから80mの深い岩礁に生息する。30mより浅いところではあまり見られない。

## 利用
沖縄県では刺し網で漁獲され、食用として利用される。ムニエルやフライ、刺身などにして食べられる。